# IC 4927
IC 4927 је спирална галаксија у сазвјежђу Телескоп која се налази на листи објеката дубоког неба у Индекс каталогу.
Деклинација објекта је - 53° 55' 6" а ректасцензија 20h 1m 49,4s. Привидна величина (магнитуда) објекта IC 4927 износи 14,3 а фотографска магнитуда 15,1. IC 4927 је још познат и под ознакама ESO 185-48, PGC 64000.